# Hidemasa Kobayashi
Hidemasa Kobayashi (japanisch 小林 秀征 Kobayashi Hidemasa; * 17. Juni 1994 in der Präfektur Fukuoka) ist ein japanischer Fußballspieler.

## Karriere
Kobayashi erlernte das Fußballspielen in der Schulmannschaft der Tokai University Daigo High School. Seinen ersten Vertrag unterschrieb er 2013 bei Fagiano Okayama. Der Verein spielte in der zweithöchsten Liga des Landes, der J2 League. 2017 wechselte er zum Drittligisten AC Nagano Parceiro. Für den Verein absolvierte er 11 Ligaspiele. 2018 wechselte er zu Aventura Kawaguchi.